# バルナバの手紙
バルナバの手紙（バルナバのてがみ）、バルナバ書（バルナバしょ）は、新約外典(使徒教父文書)の一つ。初代教会の神学論文。本文には無いが、教父らによってバルナバの名が冠せられている。
この手紙はユスティヌス、エイレナイオス、テルトゥリアヌスが引用していると考えられるが、バルナバ書からの引用とは書かれていない。バルナバ書として引用しているのは、アレクサンドリアのクレメンス、オリゲネスである。エウセビオスは、問題の書、偽作書とみなした。ヒエロニムスは外典に入れた。シナイ写本においてはヨハネの黙示録の後に付加している。西方教会より東方教会でより評価された。
保存された聖書正典ではなく、19世紀中頃までは、教父の引用文から内容の復元が試みられていたが、1863年にシナイ写本によるバルナバ書が発表された。
成立年代には多くの説があり、80年から190年である。
第四エズラ書やソロモンの知恵、エノク書など旧約外典の引用が多く見られる。